# Feneu
Feneu és un municipi francès situat al departament de Maine i Loira i a la regió de País del Loira. L'any 2007 tenia 2.074 habitants.

## Demografia

### Població
El 2007 la població de fet de Feneu era de 2.074 persones. Hi havia 747 famílies de les quals 169 eren unipersonals (79 homes vivint sols i 90 dones vivint soles), 244 parelles sense fills, 295 parelles amb fills i 39 famílies monoparentals amb fills.
La població ha evolucionat segons el següent gràfic:
Habitants censats

### Habitatges
El 2007 hi havia 802 habitatges, 755 eren l'habitatge principal de la família, 12 eren segones residències i 35 estaven desocupats. 743 eren cases i 58 eren apartaments. Dels 755 habitatges principals, 509 estaven ocupats pels seus propietaris, 228 estaven llogats i ocupats pels llogaters i 18 estaven cedits a títol gratuït; 13 tenien una cambra, 39 en tenien dues, 103 en tenien tres, 188 en tenien quatre i 412 en tenien cinc o més. 615 habitatges disposaven pel capbaix d'una plaça de pàrquing. A 305 habitatges hi havia un automòbil i a 403 n'hi havia dos o més.

### Piràmide de població
La piràmide de població per edats i sexe el 2009 era:
| Homes | Edats   | Dones |
| ----- | ------- | ----- |
| 2     | 95 o +  | 12    |
| 8     | 90 a 94 | 22    |
| 13    | 85 a 89 | 28    |
| 12    | 80 a 84 | 10    |
| 19    | 75 a 79 | 34    |
| 31    | 70 a 74 | 28    |
| 40    | 65 a 69 | 34    |
| 32    | 60 a 64 | 37    |
| 32    | 55 a 59 | 36    |
| 56    | 50 a 54 | 62    |
| 79    | 45 a 49 | 62    |
| 63    | 40 a 44 | 58    |
| 70    | 35 a 39 | 75    |
| 59    | 30 a 34 | 66    |
| 52    | 25 a 29 | 47    |
| 44    | 20 a 24 | 57    |
| 60    | 15 a 19 | 74    |
| 73    | 10 a 14 | 87    |
| 49    | 5 a 9   | 62    |
| 69    | 0 a 4   | 45    |

## Economia
El 2007 la població en edat de treballar era de 1.293 persones, 973 eren actives i 320 eren inactives. De les 973 persones actives 927 estaven ocupades (487 homes i 440 dones) i 45 estaven aturades (17 homes i 28 dones). De les 320 persones inactives 129 estaven jubilades, 122 estaven estudiant i 69 estaven classificades com a «altres inactius».

### Ingressos
El 2009 a Feneu hi havia 782 unitats fiscals que integraven 2.109 persones, la mediana anual d'ingressos fiscals per persona era de 18.662 €.

### Activitats econòmiques
Dels 55 establiments que hi havia el 2007, 1 era d'una empresa alimentària, 15 d'empreses de construcció, 11 d'empreses de comerç i reparació d'automòbils, 2 d'empreses de transport, 3 d'empreses d'hostatgeria i restauració, 1 d'una empresa financera, 6 d'empreses de serveis, 13 d'entitats de l'administració pública i 3 d'empreses classificades com a «altres activitats de serveis».
Dels 22 establiments de servei als particulars que hi havia el 2009, 1 era una oficina de correu, 1 una oficina bancària, 1 taller de reparació d'automòbils i de material agrícola, 3 guixaires pintors, 3 fusteries, 4 lampisteries, 4 electricistes, 3 perruqueries i 2 restaurants.
Dels 4 establiments comercials que hi havia el 2009, 1 era una botiga de menys de 120 m², 1 una fleca, 1 una carnisseria i 1 una botiga de material esportiu.
L'any 2000 a Feneu hi havia 44 explotacions agrícoles que ocupaven un total de 1.740 hectàrees.

## Equipaments sanitaris i escolars
L'únic equipament sanitari que hi havia el 2009 era una farmàcia.
El 2009 hi havia 2 escoles elementals.

## Poblacions més properes
El següent diagrama mostra les poblacions més properes.